# Glenea gabonica
Glenea gabonica är en skalbaggsart som först beskrevs av Thomson 1858.  Glenea gabonica ingår i släktet Glenea och familjen långhorningar.
Artens utbredningsområde är:
- Gabon.
- Sierra Leone.

Inga underarter finns listade i Catalogue of Life.